# Arcturian
Arcturian je peti studijski album norveškog avangardnog metal sastava Arcturus. Album je 8. svibnja 2015. godine objavila diskografska kuća Prophecy Productions. Arcturian je prvi objavljeni album grupe u deset godina. Glavni pjevač na albumu je Simen "ICS Vortex" Hestnæs. Prvi singl s albuma, "The Arcturian Sign", bio je objavljen 27. ožujka 2015. godine.

## Popis pjesama
Tekstovi: ICS Vortex, osim pjesme "The Journey" koju je napisao Knut Magne Valle. 
| 1.    | »The Arcturian Sign« | Valle                 | 5:08 |
| 2.    | »Crashland«          | Valle                 | 4:08 |
| 3.    | »Angst«              | Steinar Sverd Johnsen | 4:26 |
| 4.    | »Warp«               | Vortex                | 3:51 |
| 5.    | »Game Over«          | Johnsen               | 5:57 |
| 6.    | »Demon«              | Johnsen               | 3:27 |
| 7.    | »Pale«               | Johnsen               | 5:10 |
| 8.    | »The Journey«        | Valle                 | 4:14 |
| 9.    | »Archer«             | Johnsen               | 5:36 |
| 10.   | »Bane«               | Valle                 | 5:50 |
| 47:47 |                      |                       |      |

| 1. | »Angst (Industrial Club Remix by Pride and Fall)« | 5:43 |
| 2. | »Archer (Sun of the Sleepless Geisterbahn Rmx)«   | 4:29 |
| 3. | »Game Over (Germ Remix)«                          | 6:02 |
| 4. | »Warp (Wormhole Remix by Encephalon)«             | 5:12 |
| 5. | »Angst (Nailbomb Remix by Fractured)«             | 4:03 |
| 6. | »Arcturian Psychedelic Sign (by MøllårN)«         | 5:52 |
| 7. | »Warp (Germ Remix)«                               | 3:57 |
| 8. | »Pale (Necro Deathmort Remix)«                    | 6:16 |

## Zasluge
| Arcturus - Hellhammer – prateći vokali (na pjesmi 8), bubnjevi - Sverd – klavijature - Skoll – prateći vokali (na pjesmama 1 i 8), bas-gitara - Møllarn – tuba i rog (na pjesmi 1), sintesajzer (na pjesmama 1, 2, 8 i 10), vokali (na pjesmi 8), prateći vokali (na pjesmi 1), efekti (na pjesmama 2, 8 i 10), gitara, inženjer zvuka, miksanje, mastering - ICS Vortex – prateći vokali (na pjesmi 8), klavir (na pjesmi 4), sintesajzer (na pjesmi 4), efekti (na pjesmi 4), vokali Dodatni glazbenici - Sebastian Grouchot – violina - Twistex – zvukovi (na pjesmama 1, 2 i 4), bas-gitara (na pjesmi 6), sintesajzer (na pjesmi 6), dodatni aranžman (na pjesmi 6) - Atle Pakusch Gundersen – gong (na pjesmama 2 i 10) | Ostalo osoblje - Asgeir Mickelson – fotografija - Costin Chioreanu – naslovnica |